# Cosmocalyx
Cosmocalyx é um género botânico pertencente à família Rubiaceae.

## Espécies
- Cosmocalyx spectabilis

1. ↑  «Cosmocalyx — World Flora Online». www.worldfloraonline.org. Consultado em 19 de agosto de 2020